# Cecina Decio Aginazio Albino (prefetto)
Cecina Decio Aginazio Albino (latino: Caecina Decius Acinatius Albinus; fl. 414–417) è stato un politico romano di età imperiale.

## Biografia
Membro della gens Caecina, Albino era probabilmente figlio di Cecina Decio Albino, praefectus urbi nel 402, e di una figlia del senatore Aginazio; era nipote per parte di padre del pontifex Cecina Albino, a sua volta figlio di Volusiano Lampadio. Ebbe un nipote omonimo, console nel 444.
Albino era un amico di Claudio Rutilio Namaziano, e gli succedette come praefectus urbi, nel 414. Durante il suo mandato restaurò le Terme di Decio sull'Aventino, e chiese all'imperatore Onorio di aumentare la fornitura di grano per la città, la cui popolazione stava aumentando nuovamente dopo il sacco di Roma del 410. Possedeva una villa a Vada Volterrana, in Etruria, che Namaziano visitò nel 417: forse è la villa di San Vincenzino presso l'attuale Cecina.

## Filmografia
Cecina Decio Aginazio Albino appare nel film De Reditu - Il Ritorno del 2003, interpretato da Giovanni Visentin.